# Sandy Creek (ville, New York)
Pour les articles homonymes, voir Sandy Creek.
Ne doit pas être confondu avec Sandy Creek (village, New York).
Sandy Creek est une ville du comté d'Oswego, dans l'État de New York, aux États-Unis,. En 2010, elle comptait une population de 3 939 habitants.

## Démographie
Lors du recensement de 2010, la ville comptait une population de 3 939 habitants, tandis qu'en 2016, elle est estimée à 3 789 habitants.